# Lijst van trainers van Inter Miami CF
Deze lijst omvat de voetbalcoaches die de Amerikaanse club Inter Miami CF hebben getraind vanaf 2020 tot op heden.
| Seizoen | Trainer(s)                                    | Prijzen                | Bijzonderheden |
| ------- | --------------------------------------------- | ---------------------- | -------------- |
| 2025    | Javier Mascherano                             | 0                      |                |
| 2024    | Gerardo Martino                               | MLS Supporters' Shield | 0              |
| 2023    | Gerardo Martino                               | Leagues Cup            | 0              |
| 2023    | Javier Morales (ad interim, tot 28 juni 2023) |                        | 0              |
| 2023    | Phil Neville (tot 1 juni 2023)                |                        | 0              |
| 2022    | Phil Neville (tot 1 juni 2023)                |                        | 0              |
| 2021    | Phil Neville (tot 1 juni 2023)                |                        | 0              |
| 2020    | Diego Alonso                                  |                        | 0              |